# Лето (фильм, 1976)
«Лето» (эст. Suvi) — экранизация повестей Оскара Лутса «Лето» и «Свадьба Тоотса». Вместе с фильмами «Весна» и «Осень» образует трилогию, экранизирующую цикл повестей Оскара Лутса, который посвящён жизни в приходском центре Паунвере на юго-востоке Эстонии.

## Сюжет
На родину — в приход Паунвере, хутор Юлесоо («Заболотье») — возвращается из России Йоосеп Тоотс. В России он работал управляющим крупного помещичьего имения. Заработанные там деньги, а также знания и прогрессивный опыт ведения хозяйства Тоотс стремится потратить на то, чтобы сделать бедное отцовское хозяйство процветающим и доходным. На родине Тоотс встречает старых друзей, выросших со времен «Весны», но в общем-то не изменившихся по характерам. Георг Адниэль Кийр остался все таким же кляузником и завистником, но вместе с тем и таким же простофилей. Арно Тали, грустный романтик и мечтатель, стал студентом Тартуского университета, оторвался от друзей. А Теэле превратилась в красивую девушку, немного расчетливую, как и надо было ожидать, но такую веселую и очаровательную, что между Тоотсом и Кийром завязывается непримиримое соперничество за её руку и сердце…

## Место съёмки
Как и в фильме «Весна», роль приходского центра Паунвере «играет» ставший его прототипом в повестях Оскара Лутса сельский поселок Паламусе. Натурные съемки проходили непосредственно в нём и в его окрестностях, а также на Ратушной площади Тарту.

## В ролях
- Ааре Лаанеметс — Йоосеп Тоотс
- Рийна Хейн — Теэле из Райа
- Маргус Лепа — Георг Адниэль Кийр
- Арно Лийвер — Арно Тали
- Кальё Кийск — Кристиан Либле
- Айн Лутсепп — Тыниссон
- Рейн Аедма — Яан Имелик
- Калле Эомойс — Куслап
- Каарел Карм — аптекарь
- Юри Ярвет — отец Тоотса
- Герта Элвисте — мать Тоотса
- Калью Руувен — отец Теэле
- Айно Вяхи — мать Теэле
- Тийна Ряэк — Алийде, сестра Теэле
- Эндель Ани[эст.] — кистер, он же Юри-коротышка
- Катрин Вяльбе — жена кистера
- Маре Гаршнек — барышня Эрнья, племянница кистера
- Эрвин Абел — папаша Кийр
- Малли Вяллик — мамаша Кийр, она же Катарина-Розалия
- Андрес Калев — Оттомар, средний брат Георга-Адниэля Кийра
- Марко Меллимяэ — Бруно-Бенно-Бернхард, младший брат Георга-Адниэля Кийра

## Съёмочная группа
- Автор сценария: Пауль-Эрик Руммо
- Режиссёр-постановщик: Арво Круусемент
- Оператор-постановщик: Юри Гаршнек
- Композитор: Вельо Тормис
- Художник-постановщик: Линда Верник
- Режиссёр: Малль Яаксон
- Оператор: Энн Путник
- Звукооператор: Роман Сабсай
- Дирижёр: Эри Клас
- Художник по костюмам: Имби Линд
- Художники-гримёры:
  - Айта Леволл
  - Майе Мяги
- Художник-декоратор: Прийт Вахер
- Комбинированные съемки:
  - Художник: Г. Щукин
  - Оператор: А. Нуут
- Монтаж: Людмила Розенталь
- Редактор: Калью Хаан
- Ассистенты режиссёра:
  - Тоомас Воху
  - Пеэтер Симм
- Ассистенты оператора:
  - Яан Саар
  - Марти Вери
- Директор: Аркадий Песегов

## Интересные факты
- В фильме «Лето» Арво Круусементом задействованы те же актеры, что и в снятом им семью годами раньше фильме «Весна». В том числе и дети, изображавшие учащихся приходской школы в Паунвере, которые повзрослели вместе со своими персонажами. Это придает особое правдоподобие фильму.
- Тем не менее Арво Круусемент рассматривал возможность снять фильм и с другими актерами в ролях Тоотса, Теэле и Кийра, поскольку Рийна Хейн не имела актёрского образования, а Ааре Лаанеметс и Маргус Лепа ещё учились в Таллинской консерватории на кафедре сценического искусства. Так, на роль Тоотса пробовался Лембит Петерсон, на роль Теэле — Мерле Талвик, а Кийра мог сыграть Урмас Кибуспуу[1].
- В фильме «Осень», завершающем трилогию Арво Круусемента по повестям Оскара Лутса, равно как и в повести Лутса «Осень», средний брат Кийра упоминается как Виктор.
- В конце фильма использован следующий прием. Все герои фильма позируют для общей фотографии, и вид этой сцены превращается в фотографию из старинного альбома — черно-белую, тонированную в цвет сепии. А затем альбом, с фотографиями действующих лиц и с именами исполнителей, перелистывается под мелодию — один из музыкальных лейтмотивов фильма («рейлендер», который играет на каннеле Имелик). Этот прием практически без изменений процитирован в фильме Виталия Москаленко «Китайскій сервизъ».